# Pacific Nations Cup
La Pacific Nations Cup (Copa de las Naciones del Pacífico) es un torneo de rugby masculino que la World Rugby organiza desde el año 2006. Han participado nueve equipos del océano Pacífico, en particular Fiyi, Samoa, Tonga y Japón. Se creó con el objetivo de que las selecciones de segundo nivel del Pacífico tengan la misma actividad que las que participan en certámenes como el Torneo de las Seis Naciones y Rugby Championship.

## Historia
El Tres Naciones del Pacífico se inició en 1982 con la participación de Fiyi, Samoa y Tonga. El torneo se denominó 5 Naciones del Pacífico en 2006 al incorporarse Japón y los Junior All Blacks, la selección alternativa de Nueva Zelanda. En 2007 tomó el nombre actual, Copa de las Naciones del Pacífico, al sumarse Australia A, también la selección alternativa de ese país. En 2008, los Junior All Blacks fueron reemplazados por única vez por Māori All Blacks.
Desde 2010 hasta 2012, los participantes de la Copa de las Naciones del Pacífico fueron Fiyi, Japón, Samoa y Tonga. En 2013, Estados Unidos y Canadá se sumaron a Fiyi, Japón y Tonga, mientras Samoa disputó un cuadrangular en Sudáfrica. En 2014 se reincorporó Samoa para totalizar seis equipos. En 2016 y 2017, el certamen tuvo solamente los tres equipos originales: Fiyi, Samoa y Tonga, sirviendo como torneo de clasificación para la Copa Mundial de Rugby de 2019.

## Tres Naciones
Fue un torneo que enfrentó a las tres naciones del Pacífico (Fiyi, Samoa y Tonga), que se disputó entre 1982 y 2005, es considerado el predecesor del actual torneo.

## Campeones de la Pacific Nations Cup
| Edición | Año  | Zona | Campeón                               | 2º puesto                             | 3º puesto                             | 4º puesto                             | 5º puesto                             | 6º puesto                             |
| ------- | ---- | ---- | ------------------------------------- | ------------------------------------- | ------------------------------------- | ------------------------------------- | ------------------------------------- | ------------------------------------- |
| I       | 2006 |      | J. All Blacks                         | Samoa                                 | Fiyi                                  | Tonga                                 | Japón                                 |                                       |
| II      | 2007 |      | J. All Blacks                         | Australia A                           | Samoa                                 | Fiyi                                  | Tonga                                 | Japón                                 |
| III     | 2008 |      | NZ Māori                              | Australia A                           | Samoa                                 | Fiyi                                  | Japón                                 | Tonga                                 |
| IV      | 2009 |      | J. All Blacks                         | Fiyi                                  | Samoa                                 | Japón                                 | Tonga                                 |                                       |
| V       | 2010 |      | Samoa                                 | Fiyi                                  | Japón                                 | Tonga                                 |                                       |                                       |
| VI      | 2011 |      | Japón                                 | Tonga                                 | Samoa                                 | Fiyi                                  |                                       |                                       |
| VII     | 2012 |      | Samoa                                 | Fiyi                                  | Tonga                                 | Japón                                 |                                       |                                       |
| VIII    | 2013 |      | Fiyi                                  | Canadá                                | Tonga                                 | Japón                                 | Estados Unidos                        |                                       |
| IX      | 2014 | GAP  | Japón                                 | Estados Unidos                        | Canadá                                |                                       |                                       |                                       |
| IX      | 2014 | GIP  | Samoa                                 | Fiyi                                  | Tonga                                 |                                       |                                       |                                       |
| X       | 2015 |      | Fiyi                                  | Samoa                                 | Tonga                                 | Japón                                 | Estados Unidos                        | Canadá                                |
| XI      | 2016 |      | Fiyi                                  | Samoa                                 | Tonga                                 |                                       |                                       |                                       |
| XII     | 2017 |      | Fiyi                                  | Tonga                                 | Samoa                                 |                                       |                                       |                                       |
| XIII    | 2018 |      | Fiyi                                  | Tonga                                 | Georgia                               | Samoa                                 |                                       |                                       |
| XIV     | 2019 |      | Japón                                 | Fiyi                                  | Estados Unidos                        | Samoa                                 | Tonga                                 | Canadá                                |
| XV      | 2022 |      | Samoa                                 | Australia A                           | Fiyi                                  | Tonga                                 |                                       |                                       |
| XVI     | 2023 |      | Fiyi                                  | Samoa                                 | Japón                                 | Tonga                                 |                                       |                                       |
| XVII    | 2024 |      | Fiyi                                  | Japón                                 | Samoa                                 | Estados Unidos                        | Tonga                                 | Canadá                                |
| XVIII   | 2025 |      | A disputarse (Clasificación RWC 2027) | A disputarse (Clasificación RWC 2027) | A disputarse (Clasificación RWC 2027) | A disputarse (Clasificación RWC 2027) | A disputarse (Clasificación RWC 2027) | A disputarse (Clasificación RWC 2027) |

## Posiciones
- Número de veces que los equipos ocuparon cada posición en todas las ediciones.

| Equipo            | Campeón | 2º puesto | 3º puesto | 4º puesto | 5º puesto | 6º puesto |
| ----------------- | ------- | --------- | --------- | --------- | --------- | --------- |
| Fiyi              | 7       | 6         | 1         | 3         |           |           |
| Samoa             | 4       | 4         | 6         | 2         |           |           |
| Japón             | 3       | 1         | 2         | 4         | 2         | 1         |
| Junior All Blacks | 3       |           |           |           |           |           |
| New Zealand Māori | 1       |           |           |           |           |           |
| Tonga             |         | 3         | 5         | 4         | 4         | 1         |
| Australia A       |         | 3         |           |           |           |           |
| Estados Unidos    |         | 1         | 1         | 1         | 2         |           |
| Canadá            |         | 1         | 1         |           |           | 3         |
| Georgia           |         |           | 1         |           |           |           |